# Allsvenskan 2004
L'edizione 2004 del campionato di calcio svedese (Allsvenskan) vide la vittoria finale del Malmö FF.
Capocannoniere del torneo fu Markus Rosenberg (Halmstads BK), con 14 reti.

## Classifica finale
|    | Classifica      | G  | V  | N  | P  | GF | GS | Dif | Pt |
| -- | --------------- | -- | -- | -- | -- | -- | -- | --- | -- |
| 1  | Malmö FF        | 26 | 15 | 7  | 4  | 44 | 21 | +23 | 52 |
| 2  | Halmstad        | 26 | 14 | 8  | 4  | 53 | 27 | +26 | 50 |
| 3  | IFK Göteborg    | 26 | 14 | 5  | 7  | 33 | 20 | +13 | 47 |
| 4  | Djurgården      | 26 | 11 | 8  | 7  | 38 | 32 | +6  | 41 |
| 5  | Kalmar          | 26 | 10 | 10 | 6  | 27 | 18 | +9  | 40 |
| 6  | Hammarby        | 26 | 10 | 7  | 9  | 28 | 28 | 0   | 37 |
| 7  | GIF Sundsvall   | 26 | 9  | 7  | 10 | 30 | 29 | +1  | 34 |
| 8  | Örebro *        | 26 | 9  | 6  | 11 | 32 | 45 | -13 | 33 |
| 9  | Elfsborg        | 26 | 8  | 8  | 10 | 25 | 32 | -7  | 32 |
| 10 | Helsingborg     | 26 | 7  | 9  | 10 | 41 | 33 | +8  | 30 |
| 11 | Landskrona BoIS | 26 | 7  | 9  | 10 | 27 | 33 | -6  | 30 |
| 12 | Örgryte         | 26 | 6  | 9  | 11 | 24 | 35 | -8  | 27 |
| 13 | AIK             | 26 | 5  | 10 | 11 | 23 | 35 | -12 | 25 |
| 14 | Trelleborg      | 26 | 2  | 7  | 17 | 18 | 55 | -37 | 13 |

*Örebro SK retrocesso d'ufficio per problemi finanziari

## Spareggio salvezza/promozione
Allo spareggio salvezza/promozione vennero ammesse la dodicesima classificata in Allsvenskan (Örgryte IS) e la terza classificata in Superettan (Assyriska Fotbollsföreningen).
|           | Risultati   |           | Luogo e data                |
| --------- | ----------- | --------- | --------------------------- |
| Assyriska | 2 - 1       | Örgryte   | Södertälje, 3 novembre 2004 |
| Örgryte   | 1 - 0 (gfc) | Assyriska | Göteborg, 7 novembre 2004   |
|           |             |           |                             |

## Verdetti
- Malmö FF campione di Svezia 2004.
- Örebro SK, AIK Fotboll e Trelleborgs FF retrocesse in Superettan.